# 高間松吉
高間 松吉（たかま まつきち、1898年（明治31年）2月13日 - 1970年（昭和45年）4月14日）は、日本の実業家、政治家。衆議院議員。

## 経歴
埼玉県で生まれる。
高間被服工業取締役社長、高間縫製取締役社長、熊谷畜産工業社長、埼玉県林業社長、上武織物社長、日本輸出入貿易取締役、寄居農業協同組合長、医療法人・利根荒川会高間病院会長などを務めた。
戦後、民主自由党埼玉県副支部長に就任。1949年1月、第24回衆議院議員総選挙で埼玉県第三区から出馬して当選し、その後、自由党に所属して衆議院議員を一期務めた。